# Hypocophus fortior
Hypocophus fortior är en insektsart som beskrevs av Brunner von Wattenwyl 1888. Hypocophus fortior ingår i släktet Hypocophus och familjen Anostostomatidae. Inga underarter finns listade i Catalogue of Life.